# Paarkonflikt
Der Paarkonflikt beschreibt eine Theorie für die Interaktion zwischen Paaren, die von Gegensätzen gekennzeichnet ist, ihre Ursachen und ihrer Konfliktlösung. Karl Lenz (2009) orientiert sich bei der begrifflichen Bestimmung an einer Definition der Autoren Galena Kline, Nicole Pleasant, Sarah Whitton und Howard Markman (2006):
Ein Paarkonflikt ist demnach definiert „als eine Interaktion zwischen Personen, die gegensätzliche Interessen, Ansichten oder Meinungen ausdrücken (…) oder (…) als eine Interaktion, bei denen die Partner ‚unvereinbare Ziele‘ haben“.

## Bewertungen von Konflikten in Partnerschaften
Rainer Sachse wertet Konflikte nicht von vornherein als Zeichen einer schlechten Beziehung, sondern eher als Ausdruck von Individualität bzw. von Beziehung an sich. Nach Guy Bodenmann sind Konflikte in engen Beziehungen unumgänglich.
Entscheidend ist der Umgang mit Konflikten, die konstruktiv oder destruktiv ausgetragen werden können. Konflikte sind erst dann problematisch, sobald sie gehäuft vorkommen und sich zerstörend auswirken (destruktive Konfliktinteraktion).
Für das Selbstverständnis eines Paares ist es von Bedeutung, ob es Konflikte lösen kann – Bodenmann nutzt in diesem Zusammenhang den Begriff der Selbstwirksamkeit – und ob die entstandenen Lösungen die Interessen beider Partner berücksichtigen.
Konflikte sind nicht nur für die Betroffenen selbst von Bedeutung. Wenn Paare Kinder haben, dann kommen weitere Aspekte hinzu. Kinder lernen von den Eltern, auf welche Art Konflikte gelöst und Schwierigkeiten bewältigt werden können (Modelllernen). Diese Konfliktlösungsmodelle erproben sie im Alltag mit Gleichaltrigen. Sie werden verinnerlicht und im Erwachsenenalter (z. B. in der Partnerschaft) gewohnheitsmäßig angewandt.

## Unechter Konflikt
Nach Lewis Coser (1965) können sich Konflikten einstellen, deren Ursachen nicht in der Beziehung zweier Konfliktpartner selbst liegen. Die Gründe dafür sind Spannungen, die sich außerhalb der Beziehung aufbauen, die aber später zwischen den Partnern zu Konflikten führen bzw. sich dort entladen. Der Konfliktpartner dient dabei als „Blitzableiter“. Coser nannte diese Konflikte unechte Konflikte.

## Konfliktthemen
L. Schindler, K. Hahlweg und D. Revenstorf konnten in einer Vergleichsstudie mit den Teilnehmern einer Paartherapie und einer Kontrollgruppe typische Konfliktthemen in Partnerschaften und deren Häufigkeit ermitteln. Die Konflikte zwischen Partnern haben zu Inhalten u. a. das Sexualleben, die partnerschaftliche Zuwendung, Eifersuchtssituationen, Geld, Erziehung der Kinder, Gestaltung der Freizeit und die Verwandtschaft (z. B. Schwiegereltern). Unglückliche und glückliche Paaren streiten wegen der gleichen Themen. Bei beiden Gruppen führt das Sexualleben am häufigsten zu Konflikten.
In einer weiteren Studie mit Teilnehmern einer Paartherapie, Teilnehmern aus einer Beratungsgruppe mit integrierter Forschung und Teilnehmern aus einer Kontrollgruppe mit zufriedenen Paaren konnten sie feststellen, dass unglückliche Paare viel häufiger Konflikte haben. Diese verfestigten sich, so dass sie sich ständig wiederholen.

## Die Interaktion von Paaren bei Konflikten
John Gottman, Beziehungsforscher und Begründer einer Paartherapie, konnte im Rahmen seiner Paarforschung musterhafte Soziale Interaktionsverläufe bei Problemthemen feststellen. Diese sind bei zufriedenen und unzufriedenen Paaren sehr unterschiedlich. Er konnte bei zufriedenen Paaren Interaktionskomponenten ausfindig machen, die der Konfliktentstehung entgegenwirken und auf diese Weise Beziehungen stabilisieren. Zufriedene Paare gehen in schwierigen Gesprächssituationen immer wieder aufeinander zu. Gottman nannte das „Reparaturmaßnahmen“. Eine solche kann z. B. die „Verantwortungsübernahme“ sein. Dabei bringt einer der Partner zum Ausdruck, dass er seinen Anteil an dem Konflikt wahrnimmt und verantwortet. Er stellte insgesamt fest, dass zufriedene Paare einander wertschätzen, einander zuhören und konstruktiv verhandeln. Unzufriedene Paare dagegen können destruktive Gesprächsverläufe nicht korrigieren bzw. positiv verändern. Sie fallen einander ins Wort und aus Uneinigkeit entsteht schnell Streit. Gottman entwickelte auf Grundlage dieser Erkenntnisse gezielte Interventionsprogramme für die Bereiche Prävention und Paartherapie.

## Beendigung des Konflikts
Es gibt verschiedene Möglichkeiten in engen Beziehungen (Close Relationships) Konflikte zu beenden:
- Dadurch, dass sich einer (oder beide Partner) dem Konfliktgeschehen entzieht (Trennung/Separation), ist der Konflikt vorerst beendet und eine Ausweitung wird verhindert.[11][12]
- Einer der Partner setzt seine Ziele gegen den anderen durch. Es gibt dabei einen Sieger und einen Besiegten, bzw. einen Triumph und ein Scheitern (Sieg und Niederlage/Domination).[11][12]
- Beide Konfliktparteien kommen nicht voran und sehen ein, dass es keinen Sinn macht, weiter zu streiten. Der Konflikt bleibt ungelöst und wird erst einmal ausgesetzt. Es bleibt ungewiss, was mit dem Konflikt passiert (Patt/Unentschieden).[12]
- Die Partner beenden den Konflikt. Beide drücken aus, zu weit gegangen zu sein. Die zielgerichteten Bestrebungen werden verringert. Die Partner besprechen sich und finden eine Lösung (Kompromiss).[13][12]